# 戈爾韋 (伊朗)
戈爾韋（(羅馬化：Qurwe）是伊朗的城市，位於該國西部，由庫爾德斯坦省負責管轄，距離首府薩南達季93公里，海拔高度1,904米，2006年人口65,842，居民主要使用庫爾德語。

## 外部連結
- Qorveh municipality